# 谷鼎
谷 鼎（たに かなえ、1896年〈明治29年〉9月16日 - 1960年〈昭和35年〉7月15日）は、日本の歌人・国文学者。元大東文化大学教授。

## 経歴
父・谷鼎次郎、母・タツの長男として、小田原市にて出生。4歳まで小田原市で過ごし、中郡西秦野村千村（現在秦野市）の実家に戻り、幼少年期を過ごす。実家は大地主であり、鼎次郎は中郡の代議士を務め、白山神社の宮司も引き受けるなど地元の名士でもあった。
中郡西秦野村立尋常高等渋沢小学校に在学中、県下の作文コンクールにて「父母の恩」という題で入選。
少年時代より、文筆に優れ、神奈川師範学校(鎌倉師範)に進学した頃より、作歌を試む。鎌倉師範の同学年に詩人の八木重吉がいる。
1917年、東京高等師範学校へ進学。
卒業後、新潟範学校、続いて神奈川県師範学校の教師になるが、27歳の時に京都帝国大学に入学。
在学中に小田原の伯母の元で暮らしていた、田辺忠子と見合い結婚。1925年、長女が誕生。
東京府立第五中学校(現・小石川中等教育学校)にて、教職を務めながら、万葉集・古今和歌集・新古今和歌集等の和歌研究に従事。この頃から、窪田空穂の短歌誌「国民文学」の歌人としても頭角を表す。
1931年、斎藤茂吉と藤原定家の名歌""見渡せば花も紅葉もなかりけり浦のとまやの秋の夕暮""の解釈をめぐって、二年間にわたる論争が交わされた。
1941年、第一歌集「伏流」を刊行。論・作両面に活動する存在として、歌壇に独自の位置を占めた。
1945年、空襲で東京の自宅が焼失。故郷秦野に帰省。郷里の風土に根ざした数々の作品を詠む。
1951年、大東文化大学教授に就任。和歌研究の大家として活躍するようになり、昭和30年12月、短歌誌「近代詩歌」を創刊。短歌を発表するほか、古典研究や評論、会員の歌作の悩みに答える「作歌余録」を連載するなど旺盛に活躍。1960年7月15日、突然の輪禍のため急逝。
晩年には大東文化大学や秦野市立西中学校の校歌の作詞も手掛け、現在、現在の故郷の秦野市内には、渋沢駅南口など４カ所に歌碑が建立されるなど谷鼎の功績が残されている。

## 記念碑
- 故郷の秦野市内には、生家跡・渋沢駅南口など4カ所に記念碑がある。渋沢駅南口の記念碑には、故郷の坂道を詠んだ「ひぐらしの一つのみ鳴くこゑ(え)を背に夕あかね照る道くだり行く」が刻まれている。

## 主な著書
- 定家歌集評釋(目白書院、1930年)
- 藤原定家(岩波書店、1931年)
- 詳解新古今集選(芳文堂、1932年
- 詳解萬葉集選(芳文堂、1932年)
- 古今和歌集(研究社、1941年)
- 伏流 : 歌集(八雲書林)、1941年))
- 新講賀茂翁家集(研究の友社、1942年)
- 短歌鑑賞の論理(昭森社、1943年)
- 古今和歌集評解(有精堂、1949年)
- 新注徒然草(京文社、1952年)
- 青あらし : 歌集（長谷川書房、1954年）
- 近代短歌の鑑賞と歌論（長谷川書房、1954年）
- 重点演習国文法（三省堂出版、1954年）
- 古典文学入門（有精堂出版、1954年）
- ナースの教養のために (ナーセス・ライブラリ)（医学書院、1955年、共著）
- 新古今和歌集評解 改訂版（有精堂、1955年）
- 冬日より : 歌集 （近代詩歌社、1957年）
- 松籟 : 歌集(近代詩歌社、1963年)
- 水天 : 歌集(近代詩歌社、1978年)

## 校歌を作詞した主な学校
- 大東文化大学
- 新潟県立出雲崎高等学校
- 箱根町立箱根町立宮城野小学校(現・箱根町立箱根の森小学校)
- 秦野市立西中学校
- 横浜市立山元小学校